# Новая Ольшана
Новая Ольшана (укр. Нова Ольшана, до 2016 г. — Жовтневое) — село,
Ольшанский сельский совет,
Ичнянский район,
Черниговская область,
Украина.
Код КОАТУУ — 7421787202. Население по переписи 2001 года составляло 14 человек.

## Географическое положение
Село Новая Ольшана находится на расстоянии в 1,5 км от села Ольшана.

## История
- 1924 год — дата основания как село Коммуна.
- В 1930 году переименовано в село Жовтневое.
- В 2016 году переименовано в село Новая Ольшана.